# Hansjürgen Gartner

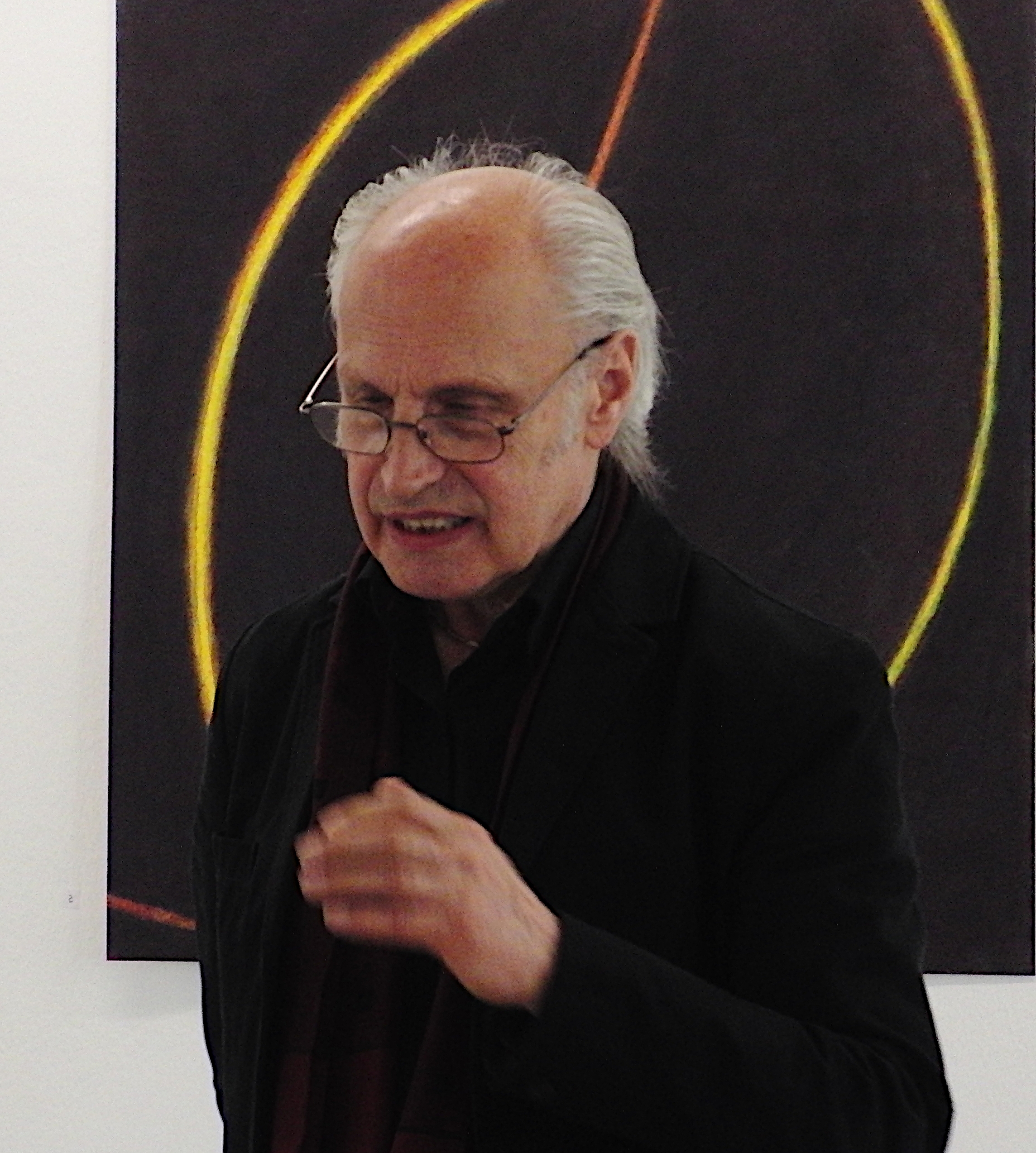
Hansjürgen Gartner (2020)

Hansjürgen Gartner (* 16. April 1945 in Steinschönau, Landkreis Tetschen-Bodenbach) ist ein österreichischer Künstler.

## Leben
Mit der Vertreibung der Deutschen Bevölkerung aus dem Sudetenland musste im Juni 1945 Hansjürgen Gartner mit Mutter und Zwillingsbruder Joachim Lothar Gartner seinen Geburtsort verlassen und gelangte 1949 nach Wien, wo der Vater lebte. Früh besuchten sie das Kunsthistorische Museum, welches nicht weit entfernt der elterlichen Wohnung lag. Diese Tatsache war mitausschlaggebend bei der Wahl einer berufsorientierten Ausbildung sich für einen künstlerischen Beruf zu entscheiden. Die Zwillingsbrüder studierten Textildesign in Wien und schlossen 1963 mit Diplom ab. Während dieser Jahre ergaben sich die ersten Kontakte zur zeitgenössischen Kunst, insbesondere zum sogenannten Phantastischen Realismus der Wiener Schule. Nach dem Studium gingen sie nach Augsburg, wo sie 1969 ihr Atelier im Holbein-Haus bezogen. Nach zehnjährigem Aufenthalt in der Bundesrepublik Deutschland, der an einen festen Arbeitsvertrag gebunden war, erteilte die Stadt Augsburg 1976 die unbefristete Aufenthaltserlaubnis. Damit war der Weg frei, um auf dem Gebiet der Bildenden Kunst freischaffend tätig zu werden.

## Tätigkeit
Seine künstlerischen Wurzeln hat Hansjürgen Gartner in der Wiener Schule des Phantastischen Realismus, einer dem Surrealismus nahestehenden Stilrichtung in den Nachkriegsjahren Wiens. 1971 hatten Hansjürgen und Joachim Lothar Gartner auf der Kunstzone München mit Arbeiten, die dem Phantastischen Realismus nahestanden, ihre erste Einzelpräsentation. Unter den Ereignissen in Deutschland der frühen 1970er Jahre begann der erste Loslösungsprozess vom Einfluss dieser Kunstrichtung.
1989 erhielt sein Zwillingsbruder Joachim Lothar Gartner einen Lehrauftrag für Kunst und Design an der Höheren Bundeslehranstalt für Textilindustrie in Wien. Seitdem arbeiten die Brüder an unterschiedlichen Orten. Hansjürgen Gartners Œuvre zeichnet eine relative Vielfalt an Ausdrucksmöglichkeiten der Bildenden Kunst aus, ohne dabei eine inhaltliche Geschlossenheit, die stets den Menschen im Fokus hat, vermissen zu lassen. Die Themen seiner künstlerischen Arbeit sind gekennzeichnet vom Suchen nach einer adäquaten Darstellung des Menschen, seiner äußeren Form als sichtbare Erscheinung seiner psychischen Existenz. Dabei ist das bevorzugte künstlerische Mittel zunächst das Tafelbild. Lichtwesen (1997), die Diptychon-Serie Hüter (1998/99), ab 2000 die Begehungen, sowie die Diptychen der Membranbilder (2002–2005). Parallel erweiterte Hansjürgen Gartner ab der zweiten Hälfte der 1990er Jahre sein Repertoire mit Assemblagen und Objekten, dazu 2003 und 2007 „Tapeten“ mit teilweise gesellschaftskritischem Inhalt. Seit 2014 ist Hansjürgen Gartner Mitherausgeber der Europäischen Kulturzeitschrift Sudetenland im Auftrag des Adalbert Stifter Vereins in München. 2015 bis 2019 war Hansjürgen Gartner Bundesvorsitzender der KünstlerGilde e. V. mit Sitz in Esslingen/Neckar. Darüber hinaus arbeitet er als Juror, so seit 2004 als Jurymitglied des Lovis-Corinth-Preises, sowie vieler weiterer. Ab 2016 wirkt Gartner als Gruppenbeisitzer für Kunst in der Bundesprüfstelle für jugendgefährdende Medien des Bundesministeriums für Familie, Senioren, Frauen und Jugend in Bonn.
Wichtige Einzelausstellungen werden stets gemeinsam mit dem Zwillingsbruder durchgeführt. In den letzten Jahren werden vermehrt gemeinsame Malperformances unter einem bestimmten Motto öffentlich veranstaltet.

## Aktivitäten
Zwischen 2003 und 2017 organisierte und kuratierte Hansjürgen Gartner einen Zyklus von drei Ausstellungen, die jeweils von aktuellen Zeitbegebenheiten ausgehen. Bei Zeichen für Frieden 2003 war es der Ausbruch des Irak-Krieges, bei Macht-Ohnmacht-Übermacht 2012 die Bankenkrise und bei Gegenstand:Widerstand 2017 hinterfragte er den Widerstand an sich angesichts zunehmender Bedrohung des Weltfriedens. Diese Ausstellungen fanden stets im Kunstforum Ostdeutsche Galerie in Regensburg statt, einem Programm-Museum, dem Gartner auf Grund seiner Herkunft aus Böhmen verbunden ist.
Auf Einladung des Evangelisch-Lutherischen Dekanats organisierte Hansjürgen 1997 eine Malaktion in der St. Anna-Kirche zu Augsburg anlässlich des Augsburger Friedensfestes.
Darüber hinaus entwarf Hansjürgen Gartner gemeinsam mit seinem Zwillingsbruder das Bühnenbild zu mehreren Opern- und Ballettaufführungen; Im Auftrag der Städtischen Bühnen Augsburg, zum Beispiel 1990 das Bühnenbild und die Kostüme für die Oper Der Raub der Lukretia von Benjamin Britten, sowie 1986 die Gesamtausstattung von zwei Ballettaufführungen, Gesche Gottfried und Erlkönig.

## Kunst im öffentlichen Raum
Neben einer Intensivierung der Ausstellungstätigkeit reizt es den Künstler, sich an Wettbewerben zur Kunst im öffentlichen Raum zu beteiligen. Der gebaute Freiraum setzt die Auseinandersetzung mit der Architektur voraus. Die Gestaltung dieses urbanen Lebensraumes durch Kunst gewinnt für Hansjürgen Gartner in den 1990er Jahren an Bedeutung. Dabei vertritt er die Ansicht, dass es sich um eine Art angewandte Kunst handelt.

## Kunst im öffentlichen Raum – Galerie

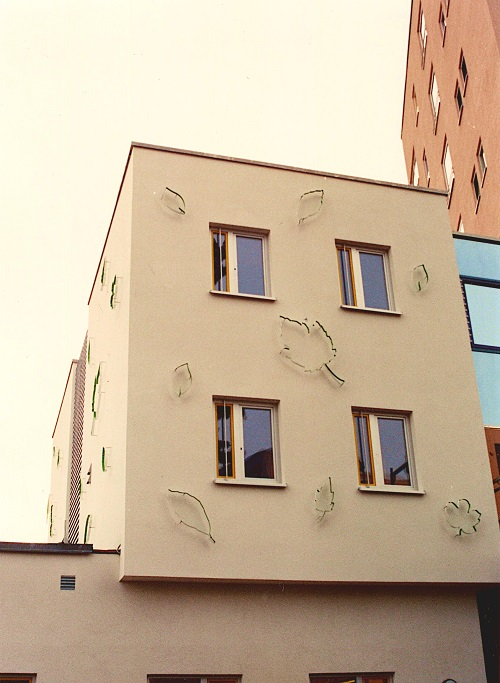
Außenbereich: Kinder- u. Jugendpsychiatrie - St. Elisabeth, Neuburg an der Donau, Blätterhaus, 2005
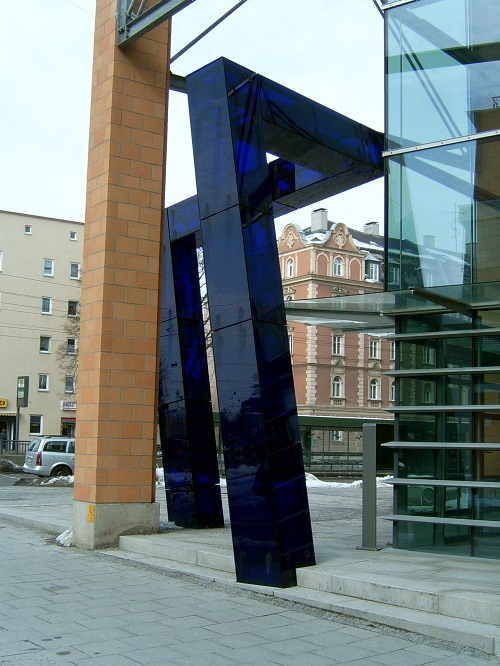
Außenbereich: Landespolizei-Dienststellen Augsburg, Glasskulptur, 1998
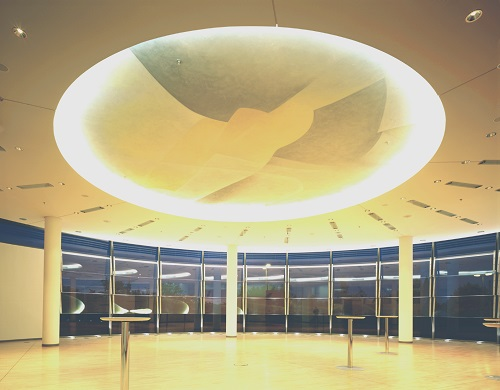
Innenbereich: Landeszentralbank Bayern, München, Deckenbild „Kosmos der Würde“ (bei Kunstlicht), 1998
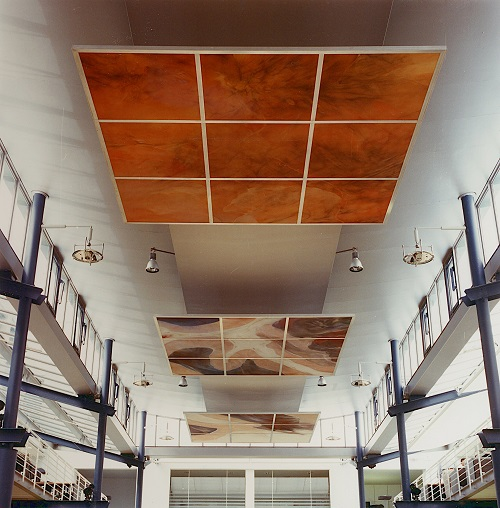
Innenbereich: AOK Allgemeine Ortskrankenkasse-Zentrale Ingolstadt, Deckenbilder (bei Tageslicht), 1995
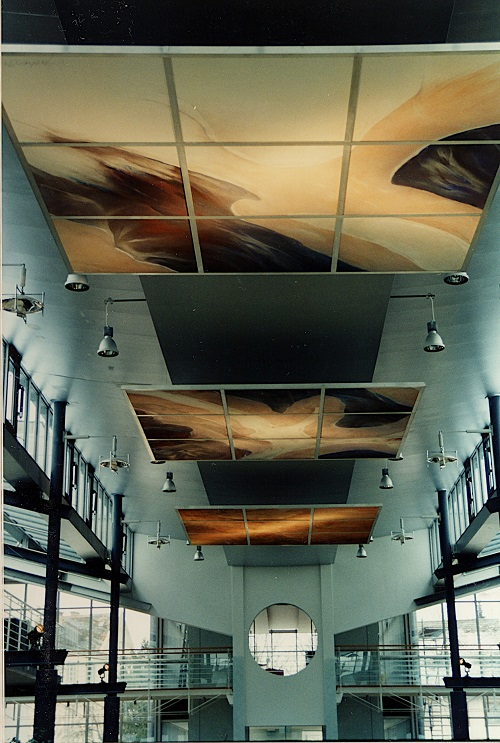
Innenbereich: AOK Allgemeine Ortskrankenkasse-Zentrale Ingolstadt, Deckenbilder (bei Kunstlicht), 1995

## Ausstellungen
- 1967: Ars Phantastica in Deutschland und Mundus Mirabilis II, München, Deutschland
- 1974: Ausstellung, Städtische Kunstsammlungen, Kellergalerie – Schaezlerpalais, Augsburg, Deutschland
- 1975: Sonderausstellung innerhalb der Große Schwäbische Kunstausstellung, Augsburg, Deutschland
- 1980: Gartner & Gartner, Holbeinhaus, Augsburg, Deutschland
- 1984: Ausstellung zum Lovis-Corinth-Förderpreis, Museum Ostdeutsche Galerie, Regensburg, Deutschland
- 1985: Auswahl der Zeichnungen von 1980–1985, Holbeinhaus Augsburg; Bayerische Kunst unserer Tage, Kairo und Alexandria, Ägypten
- 1988: Gegen den Krieg, 2. Triennale, Majdanek, Polen
- 1989: Künstler aus dem süddeutschen Raum, Galerie – Haus 44, Cuxhaven, Deutschland; Zeitvermerke, Museum Ostdeutsche Galerie und Städtische Galerie Villa Merkl, Esslingen, Deutschland
- 1991: Wechselwirkung – Wechselwirklichkeit, Städtische Galerie Haus Hartmann, Grevenbroich, Deutschland
- 1992: Augsburg – Kunst und Architektur nach 1945, Galerie >Die Ecke<, Augsburg, Deutschland
- 1993: Erbe und Zukunft, Liberec, Tschechien (Projekt der Kultusministerien des Landes Baden-Württemberg und der Tschechischen Republik); Bayerische Künstler ehren Schiele, Bezirksmuseum, Česky Krumlov, Tschechien
- 1994: Idee – Werk, Städtische Galerie, Villa Merkel, Esslingen, Deutschland; Schnitte und Häutungen, Holbeinhaus, Augsburg, Deutschland; Künstlerzwillinge mit Hohenbüchler, Bressnik, Strauß, Kloster Irsee, (Bayern), Deutschland und Engelhartszell, (Oberösterreich), Österreich
- 1995: Retrovision, Akademie der Künste, Moskau, Russland
- 1996: Im Blick: der Andere, Städt. Galerie Villa Merkel, Esslingen, Deutschland und Museum Ostdeutsche Galerie, Regensburg, Deutschland
- 1997: Interferenz, Künstlerhaus, Wien, Österreich
- 2000: Anamnesis, Stadtmuseum Deggendorf, Bayern; Pro Lidice‚ Städtische Galerie, Villa Merkel, Esslingen, Deutschland
- 2001: Stationen, Volkskundemuseum Oberschönenfeld, Gessertshausen (Bayern), Deutschland
- 2002: Gartner & Gartner, (m. Klanginstallation: Lackerschmid), Kunstpavillon, München, Deutschland
- 2003: Zeichen für Frieden, Museum Ostdeutsche Galerie, Regensburg, Deutschland
- 2005: Identität–Alterität, Palais Liechtenstein-Forum zeitgenössische Kunst, Feldkirch, Österreich und Künstlerhaus Wien, Österreich; Künstlerbrüder – von den Dürers zu den Duchamps, Haus der Kunst, München, Deutschland
- 2006: Kunst im öffentlichen Raum, Architekturmuseum Schwaben, Augsburg, Deutschland
- 2007: Totentanz-Lebenstanz, Galerie-Höhmannhaus, Städt. Kunstsammlungen, Augsburg, Deutschland; Exitus-Tod alltäglich, Künstlerhaus, Wien, Österreich; PrintArt Print Trienniale Kraków / Krakau, Polen und Künstlerhaus Wien, Österreich und Horst-Janssen-Museum, Oldenburg, Deutschland
- 2010: Grafik ohne Grenzen- International Print Network, Horst-Janssen-Museum, Oldenburg, Deutschland und Künstlerhaus Wien, Österreich
- 2011: Blickweisen, Kunstforum Ostdeutsche Galerie, Regensburg, Deutschland
- 2012: Macht-Ohnmacht-Übermacht, Kunstforum Ostdeutsche Galerie, Regensburg, Deutschland
- 2013: Macht-Ohnmacht-Übermacht, Interaktivní galerie Becherova vila, Karlovy Vary, Tschechien; Ausstellung m³, FUGA-Centre of Architecture, Budapest, Ungarn; in.print.out, Horst-Janssen-Museum, Oldenburg, Deutschland und Künstlerhaus Wien, Österreich; Wagner Extase- International Print Network, ehemaliges Post- und Telegrafenamt Wien, Österreich
- 2015: An diesem Ort, Gartner & Gartner, Holbeinhaus, Augsburg, Deutschland
- 2016: Hraniční Syndrom-Borderline Syndrom, Alfred-Kubin-Galerie, München, Deutschland; Menschenkette, anlässlich der Kunstpreis-Verleihung des Bezirkes Schwaben, Schwäbische Galerie im Volkskundemuseum Oberschönenfeld, Gessertshausen (Bayern), Deutschland
- 2017: Gegenstand:Widerstand, Kunstforum Ostdeutsche Galerie, Regensburg (Bayern), Deutschland

## Auszeichnungen
- 1973: Kunstförderungspreis der Stadt Augsburg
- 1981: Förderpreis für Bildende Kunst der Sudetendeutschen Landsmannschaft
- 1983: Lovis-Corinth-Förderpreis der Künstlergilde Esslingen
- 2008: Berufung zum ordentlichen Mitglied der Sudetendeutschen Akademie der Wissenschaften und Künste
- 2015: Kunstpreis des Bezirks Schwaben